# 尚清王
尚清王（琉球語：／  ?；1497年—1555年）是琉球國第二尚氏王朝的第四代國王，為第三代國王尚真王的第五王子。1527年至1555年在位。神號天續之按司添（琉球語：〔〕／ ）。
尚清童名真仁堯樽金（琉球語：〔〕／ ），原為中城王子，是尚真王的庶子，華后所生。華后為使尚清成為王世子，不斷向尚真王進讒言，誣稱世子尚維衡對她欲行非禮。尚真王大怒，廢尚維衡，立尚清為世子。
1526年12月11日，父王尚真薨，他於翌年即位，同時派正議大夫鄭繩往明朝，請求襲封。但鄭繩在途中遭遇颱風溺死。尚清重新派出長史蔡瀚、馬吾喇等人赴明。1534年（嘉靖十三年），明嘉靖帝派吏科左給事中陳侃、行人司行人高澄為正副冊封使，前往琉球國，冊封尚清為王。
1537年，第四代尚清王率軍北伐，攻取奄美群島。琉球王国终于将势力扩张到整个琉球列岛，确定了北起喜界岛、奄美大岛，南至宫古、八重山群島的疆界，即琉球史书中所称「三省并三十六岛」。同年奄美大島酋長向尚清王報告，誣稱與灣大親欲發動叛亂。尚清王發兵前往鎮壓。與灣大親自縊身亡，尚清王擄其子糠中城而歸。1542年，琉球商船與中國海船發生爭執並發生鬥毆，明廷命令琉球勿輕易中國商船貿易。1547年，修建大美御殿。1553年，尚清王在那霸港附近修建屋良座森城，以加強了對倭寇的防備。
1555年6月29日，尚清王薨去，享年59歲。臨終前遺命法司毛龍吟、和為美、葛可昌三人輔佐尚元。但他死後，和為美、葛可昌突然變心，欲擁立尚鑑心為新王。最後，在毛龍吟的幫助下，尚清王生前指定的繼承人尚元在鬥爭中勝利，並在翌年繼位。

## 家族
- 父 尚真王

- 母 華后

- 妃 思真錢金按司加那志（號月江，毛氏一世兼城親方榮重毛永蔭的姐姐、久場川村平安名家的祖先）

- 夫人
  - 城之大按司志良禮（童名真鶴金，號瑞室，父為謝名村新城仁屋，子孫姓陳氏）
  - 大按司志良禮（童名真美那古金，號后德，父為樂氏一世屋宜親雲上昌寔）
  - 大按司志良禮（童名真世仁金，號禮室，父為富豪王農大親，汪氏）

- 妻 與那原阿護母志良禮（號誠淑，那氏堅嘉之妹、那氏一世新垣親雲上善将的叔母）

- 子女
  - 長子 尚禎（中城王子，母為夫人樂氏后德，無嗣）
  - 次子 尚元（久米中城王子，母為妃毛氏）
  - 三子 尚楊叢（勝連王子朝宗，新里殿内一世）
  - 四子 尚鑑心（大伊江王子，無嗣）
  - 五子 尚桓（北谷王子朝里，與那霸殿内一世）
  - 六子 尚范國（東風平王子朝典，玉城御殿一世）
  - 七子 尚宗賢（伊江王子朝義，伊江御殿一世，母為瑞室）
  - 八子 尚洪德（讀谷山王子朝苗，玉川御殿一世，母為禮室）
  - 九子 尚龔禮（豐見城王子朝喬，伊良波殿内一世）
  - 十子 尚悅（羽地王子朝武，喜屋武殿内一世，母為誠淑）

- - 長女 阿應利屋惠按司加那志（號德大，高級祝女阿應利屋惠，無嗣）
  - 次女 首里大君按司加那志（號桂月，高級祝女首里大君，無嗣）

| 尚清王        |                                      |               |
| 前任： 尚真王 | 第四代第二尚氏王朝國王 1527年-1555年 | 繼任： 尚元王 |
| 前任： 尚真王 | 第十四代琉球國中山王 1527年-1555年   | 繼任： 尚元王 |